# Parque Nacional de Alaniya

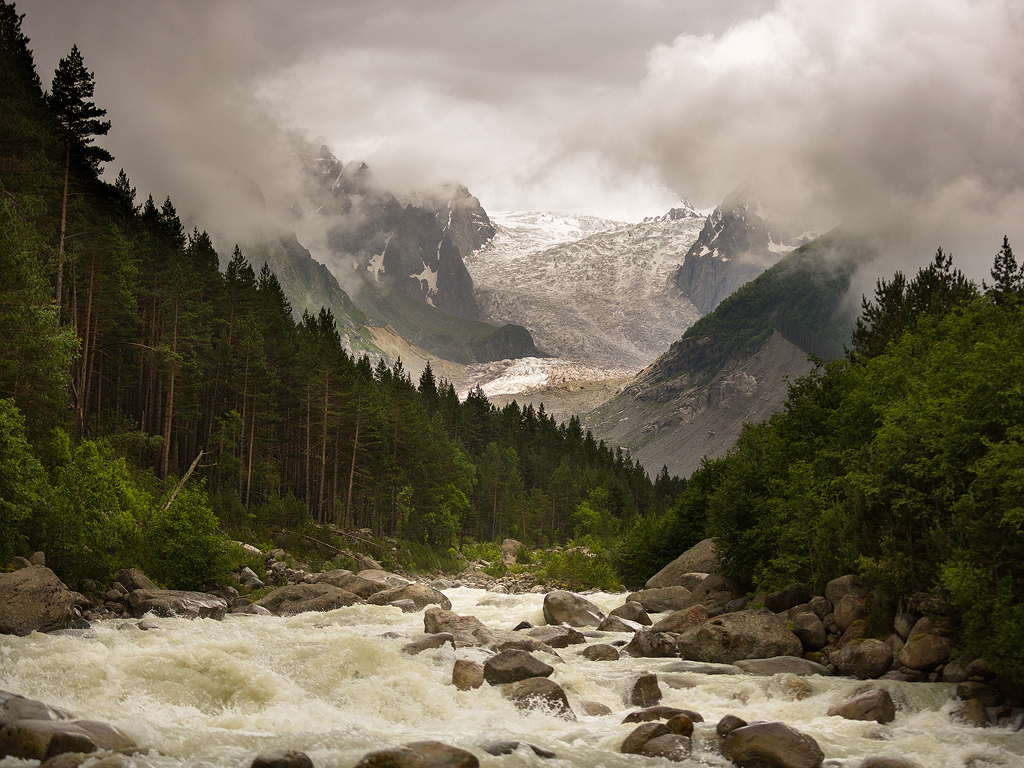
Glaciar Karaugom, vista distante do norte até ao rio Urukh. Uma parede de gelo com quase um quilometro de altura.

Parque Nacional de Alaniya (em russo:  Национальный парк «Ала́ния») localiza-se em um trecho montanhoso da encosta norte das montanhas do Cáucaso Central, densamente glaciares. Cobre o terço do sul do distrito de Irafsky da república de Ossetia do norte-Alania. O parque foi criado para ter um duplo propósito de servir como um refúgio ecológico - tem níveis muito altos de biodiversidade e espécies vulneráveis - e também uma área de alto património cultural e potencial para turismo de lazer. O parque contém ruínas arqueológicas generalizadas de notáveis civilizações passadas, incluindo as pessoas Koban da Idade do Bronze (1200-300 aC), e os alanos (100 a.C. - 1234 d.C.). É dos alanos que o nome "Alaniya" e indiretamente o termo "ariano" é derivado. As altitudes no parque podem se estender por quase 4.000 metros verticais em distâncias muito curtas. Estas zonas climáticas variam desde os glaciares e picos alpinos nas secções altas do sul, até aos prados das estepes no norte.